# Kortenaken
Kortenaken è un comune belga di 7 578 abitanti nelle Fiandre (Brabante Fiammingo).